# 三塊村

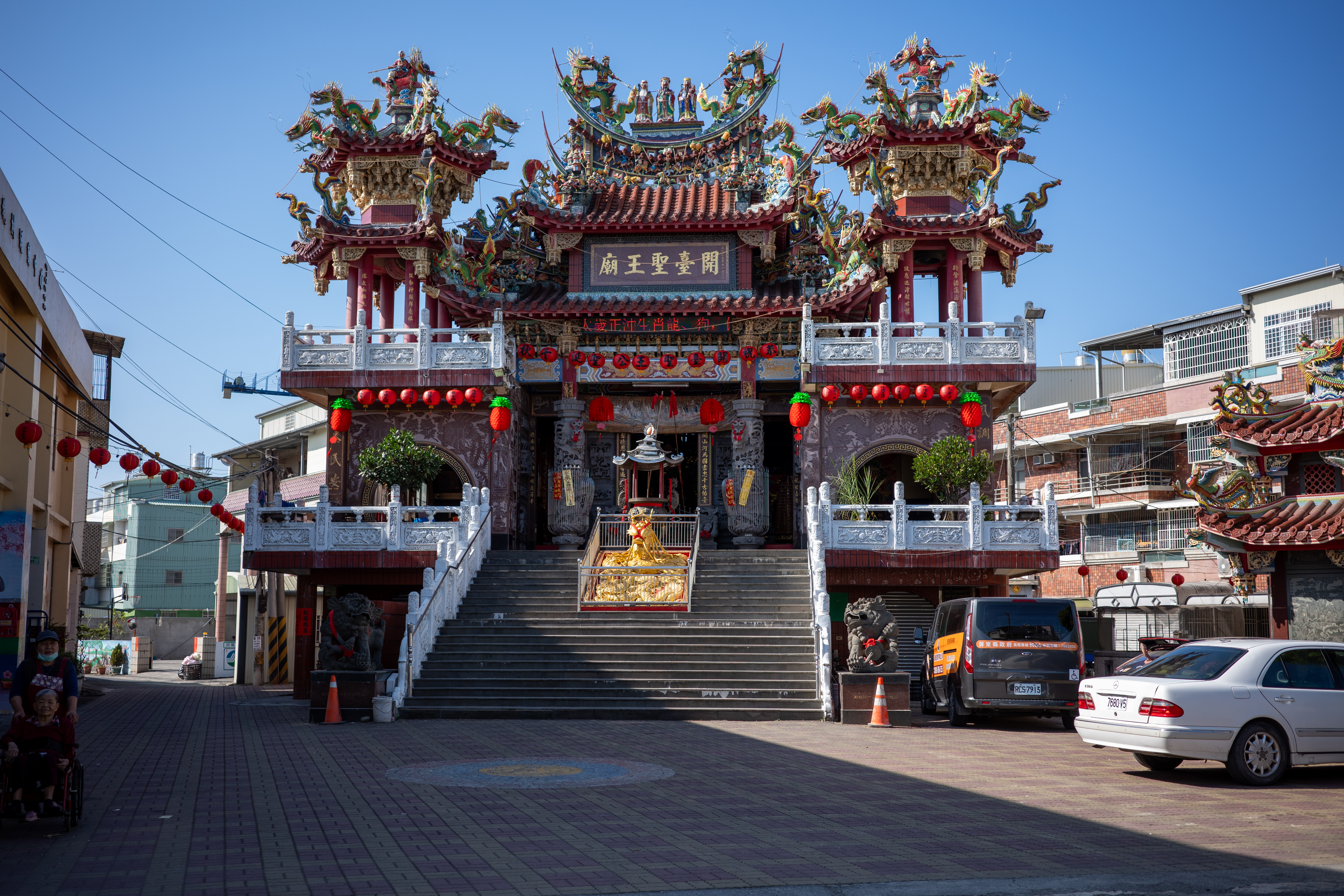
地方信仰中心：九如開臺聖王廟

三塊村，俗稱三塊厝仔（白話字：Sann-tè-tshù--a），為屏東縣九如鄉的村莊，該村主要人口聚集居住於該村東側三多路、三環路一帶，其餘區域以農田及魚塭為主，屬於集村型聚落。村內有三多國小作為基礎教育機構，校園對面之土地原為本村傳統墓園，後因政策已遷離。

## 歷史
三塊厝先民原居北邊數公里處之塔樓（今里港鄉塔樓村），後因水患之故許多人家遷回，僅留下楊、林、陳三戶人家，故名三塊厝:289。日治時期屬於屏東郡九塊庄三塊厝大字，二戰後隸屬於九如鄉。民國46年（1957）興建後庄國小三塊分校，後改隸九如國小三塊分校，最終於民國77年（1988）正式獨立出三多國小。今日三塊厝居民以楊、陳、李為主:289。

## 信仰中心
- 開臺聖王廟

## 教育
- 屏東縣九如鄉三多國民小學 （页面存档备份，存于）
- 屏東縣三多非營利幼兒園（委託社團法人高雄市碩苗社會教育關懷協會辦理）

## 育樂設施
- 三塊公園
- 屏東縣九如鄉三塊社區發展協會